# Max Gibis

Max Gibis vor dem Plenarsaal des Bayerischen Landtags

Max Gibis (* 13. Februar 1973 in Freyung) ist ein deutscher Politiker (CSU) und Bankkaufmann. Von 2013 bis 2023 war er Abgeordneter im Bayerischen Landtag.

## Privatleben
Max Gibis ist seit September 2000 mit Ulrike Gibis verheiratet und hat zwei Töchter. Zusammen mit seiner Familie wohnt er in Mauth (Landkreis Freyung-Grafenau). Er ist römisch-katholischer Konfession.
Im Jahr 1990 schloss er die Mittlere Reife an der Realschule in Freyung ab. Von 1990 bis 1993 machte er eine Ausbildung zum Bankkaufmann bei der Sparkasse Freyung-Grafenau. Bei der Sparkasse übte er von 1995 bis 1999 die Tätigkeit des Geschäftsstellenleiters in Finsterau aus. Von 1999 bis 2002 war er Beauftragter für die Aus- und Fortbildungen und von 2002 bis 2008 war Gibis Abteilungsleiter bei der Sparkasse Freyung-Grafenau.

## Politische Laufbahn
Bereits im Jahr 1997 trat Max Gibis in die CSU ein. Von 2002 bis 2005 saß er für die CSU im Gemeinderat der Gemeinde Mauth. Im Jahr 2005 wurde er schließlich zum 1. Bürgermeister der Gemeinde Mauth gewählt. Bis 2008 übte er das Bürgermeisteramt ehrenamtlich aus und von 2008 bis 2013 war er schließlich hauptamtlicher Bürgermeister der niederbayerischen Gemeinde Mauth.
Bei der Landtagswahl 2013 zog er über die Liste im Wahlkreis Niederbayern in den Bayerischen Landtag ein. Die CSU hatte ihre bei den Landtagswahlen 2008 verlorene absolute Mehrheit wieder zurückgewonnen und konnte dadurch neben den 89 Direktkandidaten auch noch mit 12 Listen-Kandidaten in den Bayerischen Landtag einziehen. Aus Niederbayern konnten zwei Abgeordnete der CSU über die Liste in den Bayerischen Landtag einziehen. Einer davon war Max Gibis.
Zur Landtagswahl 2018 erklärte der damalige CSU-Direktabgeordnete im Stimmkreis Regen, Freyung-Grafenau und ehemalige bayerische Landwirtschaftsminister Helmut Brunner, dass er nicht noch einmal antreten werde. Bei der Nominierung des CSU-Direktkandidaten konnte sich Gibis mit 60 zu 59 Stimmen bei einer Enthaltung gegen den Ruhmannsfeldener Bürgermeister Werner Troiber durchsetzen. Dies ist umso bemerkenswerter, da der Kreisverband Freyung-Grafenau, dem Max Gibis angehört, nur 47 Delegierte stellte und der Kreisverband Regen, aus dem Werner Troiber stammt, 73 Delegierte hatte.
Bei den bayerischen Landtagswahlen 2018 zog Max Gibis mit 37,91 % der Erststimmen als direkt gewählter Abgeordneter im Stimmkreis Regen, Freyung-Grafenau erneut in den Bayerischen Landtag ein. Im Vorfeld der Landtagswahl 2023 unterlag er bei der Nominierung des Direktkandidaten der CSU im Stimmkreis seinem Mitbewerber Stefan Ebner. Er schied somit im Oktober 2023 aus dem Landtag aus.

## Politische Positionen
In seiner ersten Legislaturperiode im Bayerischen Landtag saß Gibis im Ausschuss für Inneres, Kommunales und Sport und im Ausschuss für Fragen des Öffentlichen Dienstes.
Insgesamt gilt Max Gibis aufgrund seiner Herkunft und seiner früheren Tätigkeit als Bürgermeister als ein Kämpfer für die Kommunen. Insbesondere ist er der Meinung, dass Kommunen eine ausreichende Finanzausstattung benötigen, um ihre Aufgaben der Daseinsvorsorge für die Bürgerinnen und Bürger auch entsprechend wahrnehmen zu können.  Darüber hinaus setzt er sich vor allem für die Entwicklung des ländlichen Raums ein. Er verfolgt den Ansatz, dass über gezielte Strukturförderungen, durch Behördenverlagerungen, durch Investitionen in die Digitalisierung und in die Infrastruktur sowie durch weitere staatliche Fördermaßnahmen gleichwertige Lebensbedingungen in Stadt und Land geschaffen werden können.

## Ehrenämter
Neben zahlreichen Ehrenämtern auf lokaler und regionaler Ebene ist Max Gibis seit 2015 Präsident des Skiverbandes Bayerwald.